# I miei pensieri/Giri, giri, fai dieci
I miei pensieri/Giri, giri, fai dieci è il quarto singolo discografico di Plinio Maggi pubblicato in Italia nel 1966.

## Descrizione
Il primo brano "I miei pensieri" partecipò al Cantagiro del 1966 riuscendo a vincere la "Coppa Simpatia" insieme Barbara Lory cosa che permise di partecipare alla serata finale della manifestazione.

## Tracce
Lato A
1. I miei pensieri (Daniela Pace e Plinio Maggi)

Lato B
1. Giri, giri, fai dieci